# Аневризмы периферических сосудов
Аневризма периферических сосудов — вид аневризмы, при котором поражаются периферические сосуды. В частности могут повреждаться артерии верхних и нижних конечностей, артерии паховой области, висцеральные артерии, сонные артерии и т. д.
Аневризмы периферических артерий встречаются реже, чем аневризмы аорты.

## Некоторые причины заболевания
- артериосклероз Менкеберга
- травмы
- эрозии сосудов
- врождённая патология
- гипертония

## Симптомы
- Ощущение пульсирующего образования
- Боли, судороги, сдавленность в конечностях
- Язвочки или синяки

## Лечение
При увеличении аневризмы во избежание её разрыва, а также при риске тромбоэмболии показано хирургическое вмешательство. Характер операции зависит от локализации аневризмы.

## Осложнения
При неадекватном лечении существует риск тромбоэмболии, гангрены и инсульта.